# 梶川博
梶川 博（かじかわ ひろし、1949年3月3日 - ）は日本のアーチェリー選手。
全盛期には1972年ミュンヘンオリンピックに日本代表として出場した。彼は以前、FIFA紳士ラウンドで 90メートルの世界記録を保持していた。
現在、彼は日本の関西地域のさまざまな大学チームのコーチを務めている。彼は自分のアーチェリー店もパートタイムで経営している。